# Port lotniczy El Alcaraván
Port lotniczy El Alcaraván (IATA: EYP, ICAO: SKYP) – port lotniczy położony w Yopal, w departamencie Casanare, w Kolumbii.